# União das Freguesias de Aboim, Felgueiras, Gontim e Pedraído
Die União das Freguesias de Aboim, Felgueiras, Gontim e Pedraído ist eine portugiesische Gemeinde (Freguesia) im Kreis (Concelho) Fafe, Distrikt Braga, im Nordwesten Portugals.

## Geschichte
Die Gemeinde entstand im Zuge der Gebietsreform vom 29. September 2013 durch die Zusammenlegung der ehemaligen Gemeinden Aboim, Felgueiras, Gontim und Pedraído.
Pedraído wurde Sitz der neuen Verwaltung.

## Demographie

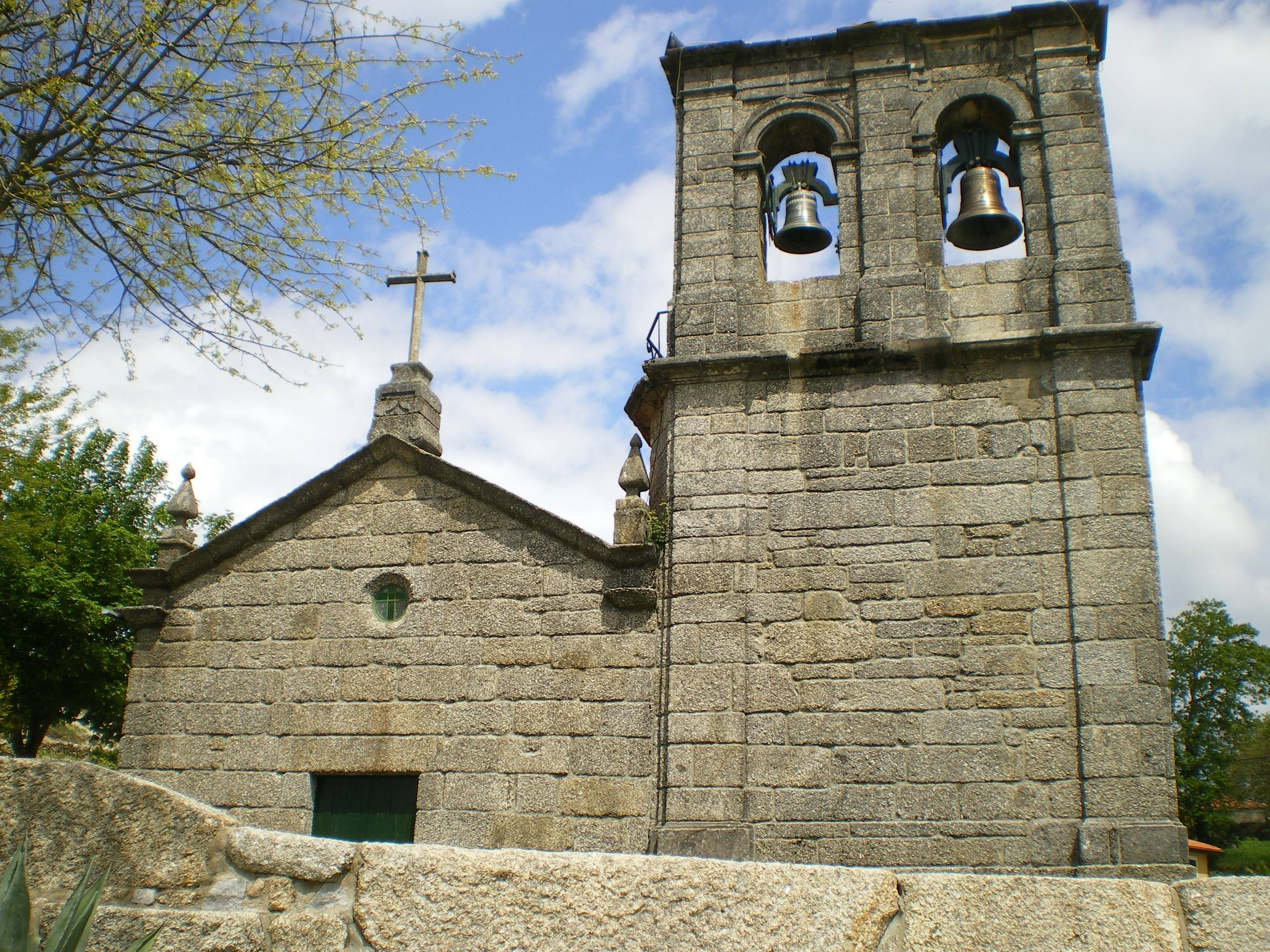
Pfarrkirche von Aboim

| Freguesia | Freguesia                            | Freguesia | Freguesia       | ehemalige Freguesias | ehemalige Freguesias | ehemalige Freguesias | ehemalige Freguesias |
| --------- | ------------------------------------ | --------- | --------------- | -------------------- | -------------------- | -------------------- | -------------------- |
| Wappen    | Freguesia                            | Einwohner | Fläche in (km²) | Wappen               | Freguesia            | Einwohner            | Fläche in (km²)      |
|           | Aboim, Felgueiras, Gontim e Pedraído | 773       | 25,68           |                      | Aboim                | 354                  | 11,48                |
|           | Aboim, Felgueiras, Gontim e Pedraído | 773       | 25,68           | Felgueiras           | 117                  | 5,77                 |                      |
|           | Aboim, Felgueiras, Gontim e Pedraído | 773       | 25,68           | Gontim               | 89                   | 3,26                 |                      |
|           | Aboim, Felgueiras, Gontim e Pedraído | 773       | 25,68           | Pedraído             | 267                  | 5,18                 |                      |